# Fulolosaloo
Fulolosaloo is een bestuurslaag in het regentschap Nias Utara van de provincie Noord-Sumatra, Indonesië. Fulolosaloo telt 1263 inwoners (volkstelling 2010).